# ياماتو تامورا
ياماتو تامورا (باليابانية: 田村岳斗؛ بالكانا: たむら やまと) هو متزلج فني ياباني، ولد في 28 مايو 1979 في هاتشينوه في اليابان.

## وصلات خارجية
- ياماتو تامورا على موقع الاتحاد الدولي للتزلج (الإنجليزية)
- ياماتو تامورا على موقع أوليمبيديا (الإنجليزية)